# Crataegus tournefortii
Crataegus orientalis là loài thực vật có hoa trong họ Hoa hồng. Loài này được Griseb. mô tả khoa học đầu tiên.

## Hình ảnh

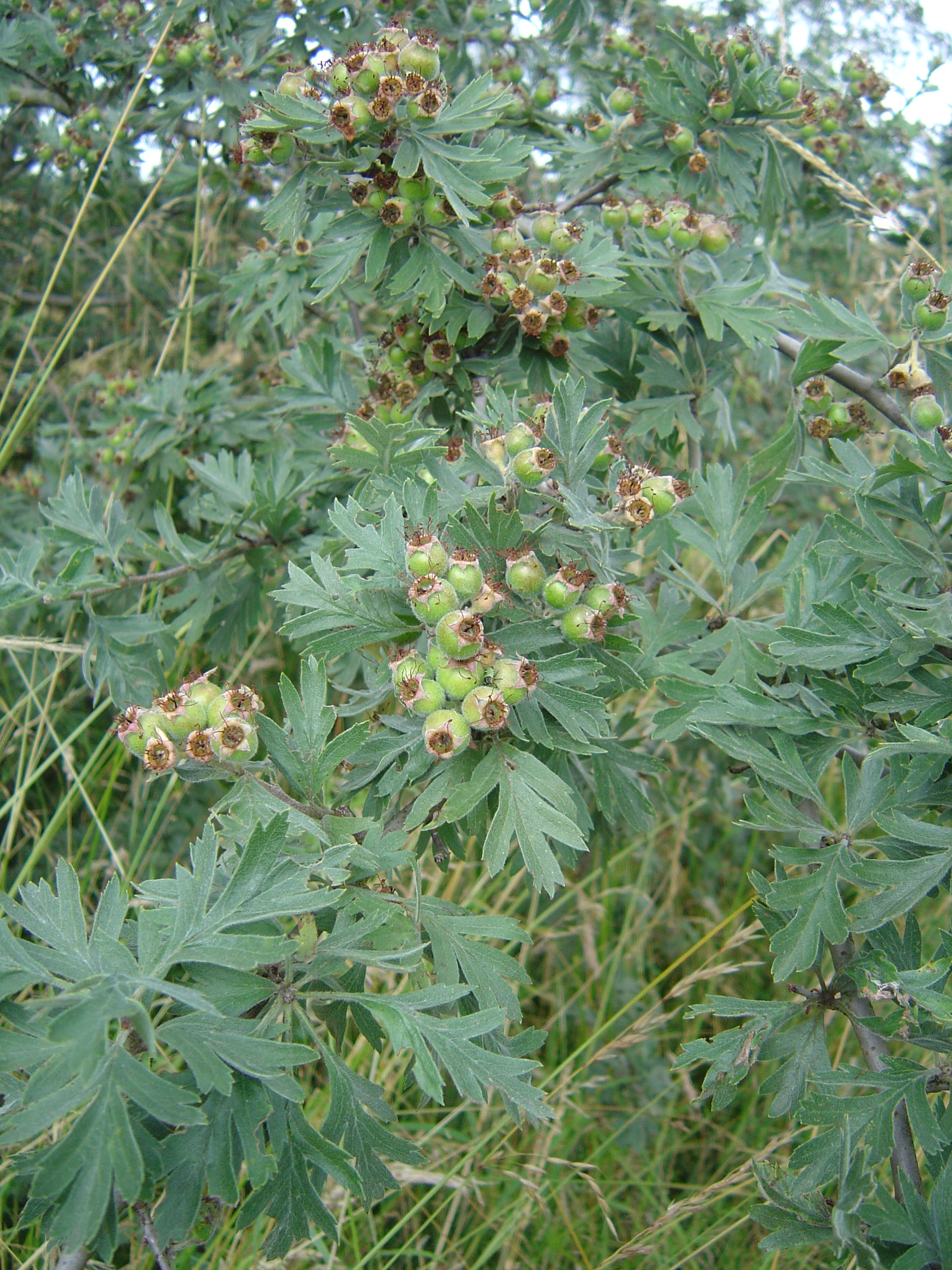
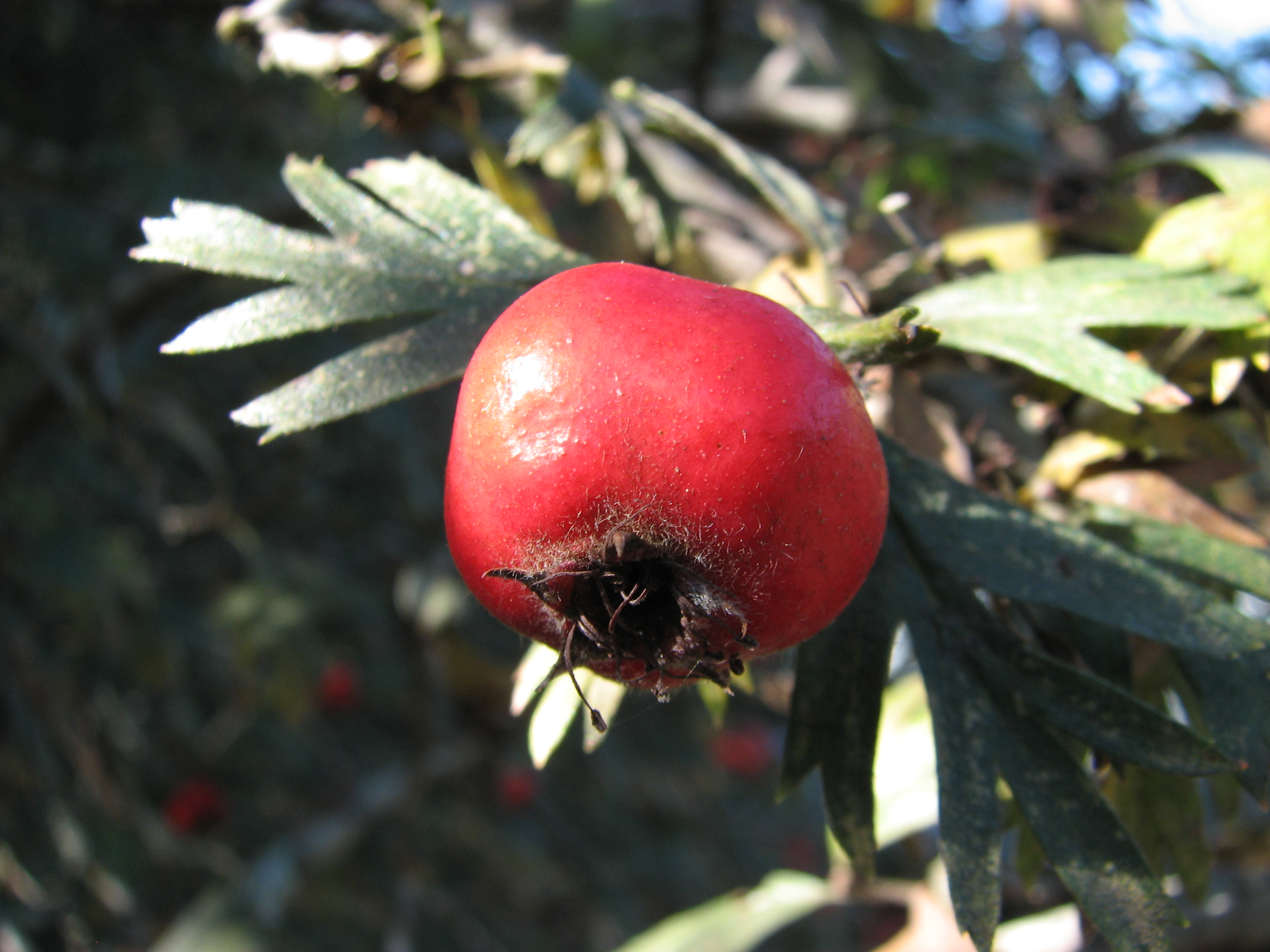
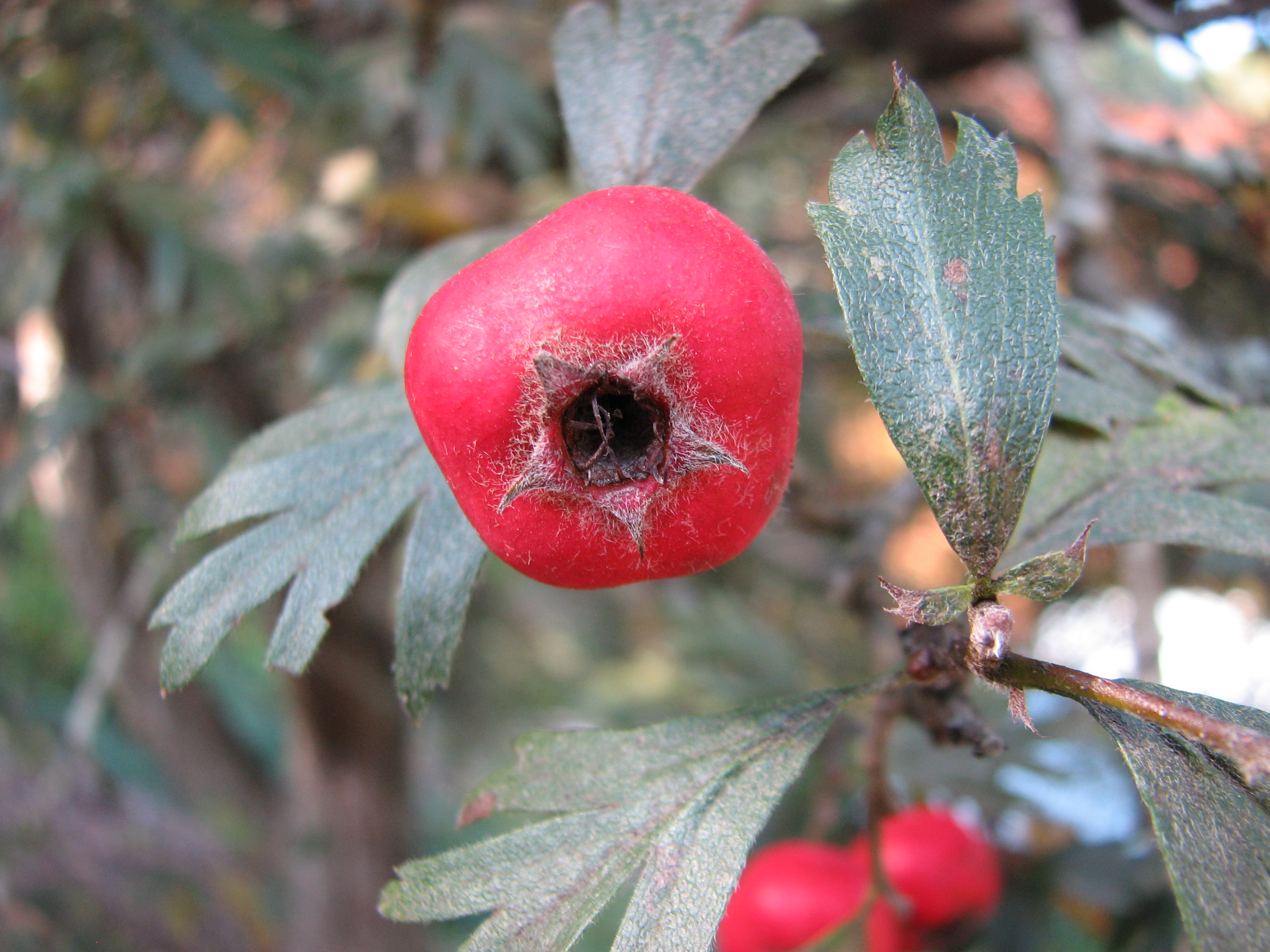
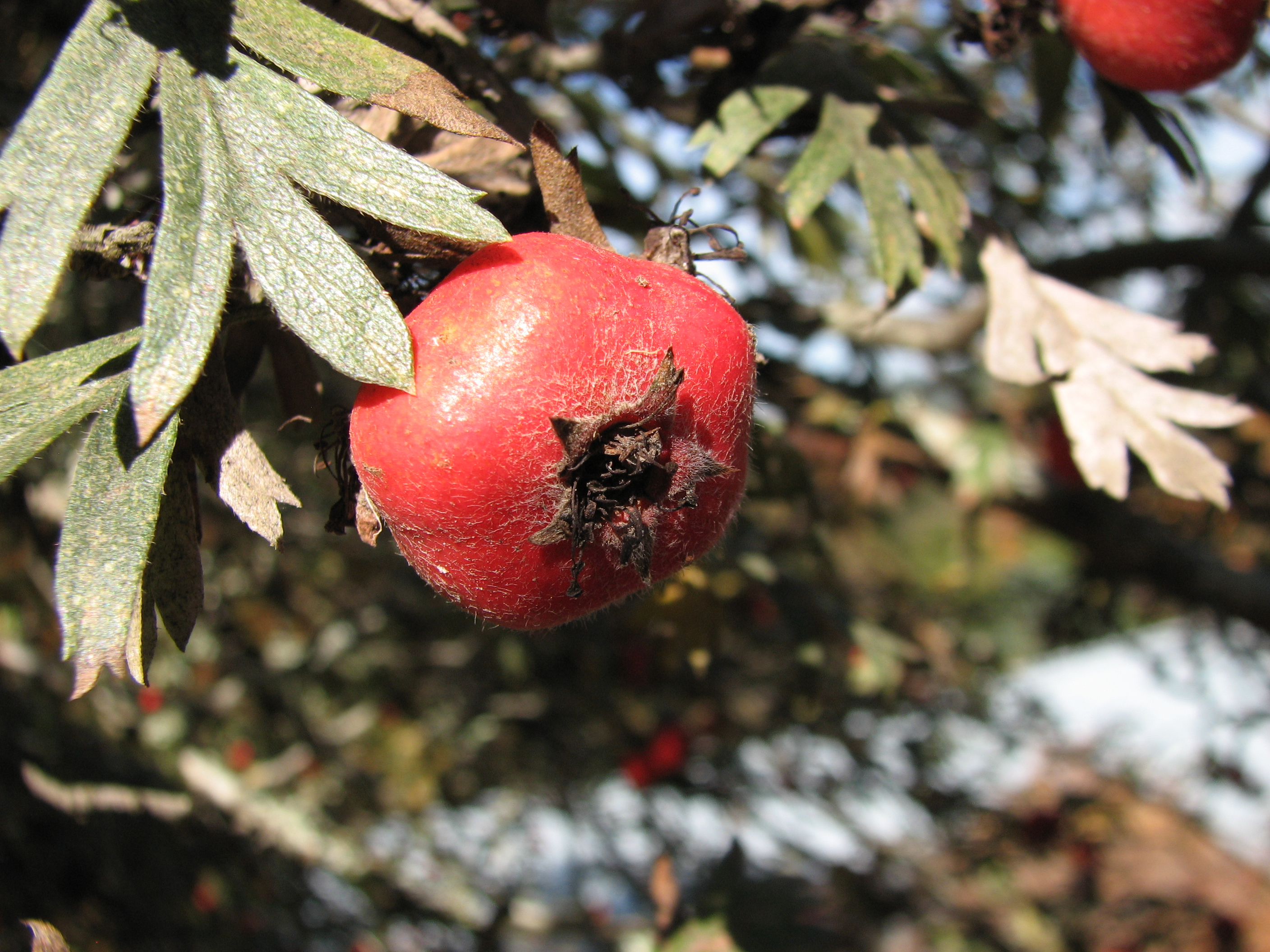